# 바닥면적
바닥면적이란 건축물의 각 층 또는 그 일부로서 벽, 기둥, 그 밖에 이와 비슷한 구획의 중심선으로 둘러싸인 부분의 수평투영면적을 말한다.

## 대한민국 건축법상 규정
건축법 제84조, 건축법 시행령 제119조에 따라 다음 경우에는 바닥면적에서 뺀다.
- 필로티 부분이 공중의 통행이나 차량의 통행 또는 주차에 전용되는 경우와 공동주택의 경우
- 승강기탑, 계단탑, 장식탑, 다락, 굴뚝, 더스트슈트, 설비덕트, 물탱크, 기름탱크, 냉각탑, 정화조, 도시가스 정압기
- 공동 주택 지상층에 설치한 기계실, 전기실, 어린이놀이터, 조경시설 및 생활폐기물 보관함의 면적
- 건축물을 리모델링하는 경우로서 미관 향상, 열의 손실 방지 등을 위하여 외벽에 부가하여 마감재 등을 설치하는 부분

## 같이 보기
- 건축면적
- 건폐율
- 연면적